# Temnitzquell
Temnitzquell is een gemeente in de Duitse deelstaat Brandenburg, en maakt deel uit van de Landkreis Ostprignitz-Ruppin.
Temnitzquell telt 800 inwoners.
Breddin ·
Dabergotz ·
Dreetz ·
Fehrbellin ·
Heiligengrabe ·
Herzberg (Mark) ·
Kyritz ·
Lindow ·
Märkisch Linden ·
Neuruppin ·
Neustadt (Dosse) ·
Rheinsberg ·
Rüthnick ·
Sieversdorf-Hohenofen ·
Storbeck-Frankendorf ·
Stüdenitz-Schönermark ·
Temnitzquell ·
Temnitztal ·
Vielitzsee ·
Walsleben ·
Wittstock/Dosse ·
Wusterhausen/Dosse ·
Zernitz-Lohm